# Kirpilskaja
Kirpilskaja (ros. Кирпильская) – stanica w Rosji, w Kraju Krasnodarskim, w rejonie ust-łabińskim. W 2010 liczyła 5517 mieszkańców.